# MS Stalowa Wola
MS Stalowa Wola ex "Rio Pardo", ex "Pine Court", ex "Henry Horn" – jeden z bliźniaczych polskich drobnicowców, zwodowany w 1924 jako „Henry Horn" w niemieckiej stoczni Friedrich Krupp Germaniawerft AG w Kilonii dla armatora H.C. Horn z Hamburga (drugim był MS Morska Wola). Po 10 latach nabył go armator brytyjski, dla którego przez dwa lata pływał jako „Pine Court" i następnie został sprzedany do Norwegii firmie AS Sobral pod nazwą „Rio Pardo".
Stalowa Wola została zakupiona w lutym 1939 od norweskiej firmy A.S. Sobral w Oslo przez GAL wraz z bliźniaczym MS Morska Wola do obsługi towarowej linii południowoamerykańskiej. Stalowa Wola przybyła pierwszy raz do Gdyni 15 czerwca 1939 z transportem złomu z USA. Podniesienie polskiej bandery miało miejsce 22 lipca 1939 po przeprowadzeniu kapitalnego remontu w Stoczni Schichau w Gdańsku.
Wybuch wojny zastał ją w Buenos Aires, skąd po dotarciu do Wielkiej Brytanii została wyczarterowana rządowi francuskiemu i przewoziła towary między Afryką Północną i Europą. 5 lipca 1940 po upadku Francji statkowi dowodzonemu przez kpt. Jana Strzembosza udało się brawurowo wydostać z Dakaru i udać do Wielkiej Brytanii. Przez kolejne 4 lata niemal bez przerwy statek pływał w konwojach atlantyckich, podczas których 34 razy przemierzył ocean.
Po wojnie statek wrócił do kraju 16 kwietnia 1946 roku i obsługiwał m.in. linię lewantyńską i południowoamerykańską, jednak z uwagi na zużycie, szkody powstałe w wyniku pożaru, który wybuchł podczas postoju w Gdańsku i nieznaczną szybkość zatrudniany był ostatecznie w trampingu na linii lewantyńskiej. W 1949 podczas tajnej misji specjalnej dostarczała przez albański port Durrës broń dla greckiej partyzantki komunistycznej. W 1951 przejęty został przez PLO. W sezonie letnim 1955 pełnił funkcje pomocniczej bazy rybackiej na Morzu Północnym. W drodze z Morza Śródziemnego do Gdyni zatonął 19 marca 1956 w czasie silnego sztormu u północno-zachodnich wybrzeży Hiszpanii (pozycja 44°54'N, 10°09'W). Powodem zatonięcia było przesunięcie się ładunku rudy na lewą burtę. Cała załoga została uratowana przez motorowiec "Hugo Kołłątaj".